# Leonard Cuff
Leonard Albert Cuff, noto anche solo come Leonard Cuff (Christchurch, 28 marzo 1866 – Launceston, 9 ottobre 1954), è stato un dirigente sportivo, lunghista e crickettista neozelandese.
Atleta polivalente, fu uno dei membri fondatori del Comitato Olimpico Internazionale, motivo per cui è conosciuto come il padre del movimento olimpico in Australia e in Nuova Zelanda.

## Biografia
Nato a Christchurch, Cuff era uno sportivo a tutto tondo che eccelleva in più discipline. Nell'atletica leggera, fu fondatore e primo segretario della New Zealand Amateur Athletic Association e vinse il titolo neozelandese di salto in lungo per 3 volte (1889, 1896 e 1897). Fu il primo ad organizzare una serie di competizioni atletiche nazionali e vari tornei sportivi tra squadre australiane e neozelandesi. Prese poi parte al primo tour internazionale di una squadra di atletica leggera della Nuova Zelanda nel 1892, partecipando a dei tornei in Inghilterra e in Francia, dove vinse la medaglia d'argento per una corsa ad ostacoli. Cuff ha capitanato la prima squadra di cricket della Nuova Zelanda, giocando per Auckland e per Canterbury. Ha anche giocato a rugby per Canterbury.
Leonard Cuff venne inserito da Pierre de Coubertin, che conobbe l'atleta neozelandese in occasione del suo tour internazionale nel 1892, tra i membri fondatori del Comitato Olimpico Internazionale, rappresentando la Nuova Zelanda e l'Australia dal 1894 al 1905. Si trasferì in Tasmania nel 1899, dove si dedicò in particolare al cricket, giocando per la squadra locale, e al golf, vincendo il Tasmanian Amateur championship nel 1904; rimase sull'isola australiana fino alla morte, nel 1954. Fu l'ultimo dei membri fondatori del CIO a morire. Nel 1995 fu inserito nella New Zealand Sports Hall of Fame, lista creata per celebrare le personalità che avessero reso illustre la nazione oceanica nel campo dello sport. Nel 2000 venne poi istituita la Leonard Cuff Medal per premiare le persone per il loro contributo all'movimento olimpico in Nuova Zelanda; John Davies fu l'unico premiato con questo riconoscimento nel 2003, dal momento che ne fu interrotta l'assegnazione.